# 가신 거사

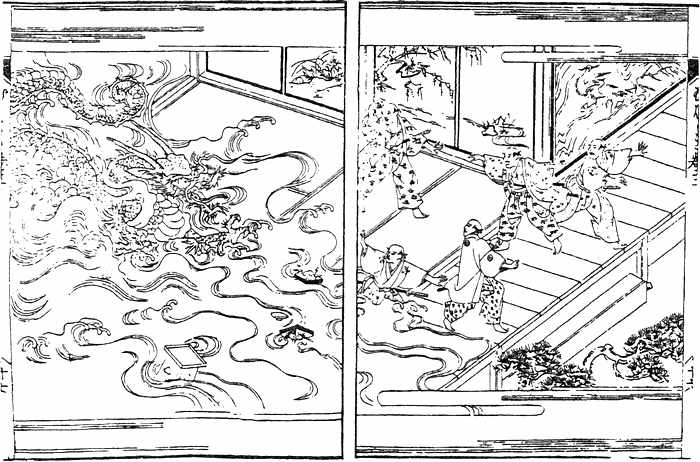
가신코지의 환술

가신 거사(果心居士 카신코지[*], 생몰년 미상)는 무로마치 시대 말기에 등장한 환술사이다. 칠보행자(七宝行者)라고도 불린다. 오다 노부나가, 도요토미 히데요시, 아케치 미쓰히데, 마쓰나가 히사히데 등의 앞에서 환술을 선보였다는 기록이 있지만 실재성에 의문이 제기된다.
본래 야마토의 고후쿠지에 승적을 둔 승려였으나 환술을 행하여 파문당했다. 그 뒤 오다씨의 가신이 되고 싶어서 오다 앞에서 환술을 선보여 오다에게 칭찬을 들었지만 임관은 허용되지 않았다. 1612년 7월 슨푸 성에서 도쿠가와 이에야스 앞에 나타났다는 기록이 있는데, 이에야스가 나이를 물으니 거사는 88세라고 답했다. 또 일설에는 1584년 6월에 도요토미 히데요시에게 살해당했다는 설도 있다.
과심거사의 환술로는 다음과 같은 것들이 있었다 한다.
- 연못 수면에 대나무 잎들 던지자 대나무 잎이 물고기가 되어 헤엄을 쳤다.
- 위의 환술을 믿지 않는 남자의 이빨을 이쑤시개로 치자 치아가 빠지듯 매달렸다.
- 히사히데가 “몇 번이고 전장의 아수라장을 뚫고 온 자신에게 겁을 먹게 만들 수 있는지” 도전하자 몇 년 전에 죽은 히사이데의 아내의 유령을 출현시켜 떨게 했다.
- 히데요시의 부름을 받았을 때 히데요시가 누구에게도 말한 적이 없는 과거의 행동을 폭로했다가 책형에 처해졌다. 그러나 과심거사는 쥐로 둔갑하여 탈출하고 다시 솔개로 둔갑하여 어딘가 멀리 날아갔다 한다.